# Albemarle (North Carolina)
Albemarle ist eine City in und Verwaltungssitz (County Seat) des Stanly County im US-amerikanischen Bundesstaat North Carolina. Das U.S. Census Bureau ermittelte bei der Volkszählung 2020 eine Einwohnerzahl von 16.432.

## Geschichte
Albemarle erhielt offiziell im Jahre 1857 den Status einer Stadt. Der Ort wurde nach George Monck, 1. Duke of Albemarle benannt, welcher um 1663 einer von acht englischen Adligen war, die von Karl II. als Lords Proprietor Land in der Province of Carolina erhielten.

## Wirtschaft
Bereits früh begann sich die Stadt wirtschaftlich zu entwickeln, wobei vor allem die Textilfabriken den größten Anteil hatten. Erst in den 1980er-, 1990er-Jahre kamen auch andere Wirtschaftszweige hinzu.

## Politik
Die Stadt wird von Mayor Gerald R. Michael regiert. Die Stadtregierung besteht aus sieben Mitgliedern, wobei vier davon in Wahlkreisen und drei nach der Mehrheitswahl gewählt werden. Die Amtszeit des Bürgermeisters beträgt zwei Jahre, diejenige der Stadträte vier Jahre, wobei diese gestaffelt gewählt werden.
Die Stadt wird durch einen City Manager verwaltet. Ihm sind zwölf Verwaltungsabteilungen unterstellt.

## Persönlichkeiten
- Kellie Pickler (* 1986), Pop- und Country-Sängerin
- Denico Autry (* 1990), Footballspieler
- Lee Autry (* 1996), Footballspieler